# Julius Döpfner
Julius August Döpfner (Hausen bei Bad Kissingen, 26 augustus 1913 – München, 24 juli 1976) was een Duits geestelijke en kardinaal van de Katholieke Kerk.
Döpfner bezocht het seminarie in Würzburg en het Pauselijk Duits-Hongaars College in Rome. Hij werd op 29 oktober 1939 tot priester gewijd en studeerde daarna verder aan het Gregorianum, waar hij in 1941 promoveerde op een proefschrift over de Engelse bekeerling en kardinaal John Henry Newman. Vervolgens werkte Döpfner tot 1944 als kapelaan in Großwallstadt. Hij werd daarna achtereenvolgens prefect van het kleinseminarie van Würzburg en rector van het grootseminarie aldaar.
Op 11 augustus 1948 benoemde paus Pius XII hem tot bisschop van Würzburg. Hij koos de wapenspreuk Praedicamus crucifixum (Wij verkondigen de Gekruisigde). Zijn episcopaat begon hij in een - door de Tweede Wereldoorlog volledig verwoeste - stad, waar nog maar 6000 mensen woonden. Een van de grootste projecten waarmee hij zich bezighield, was de herbouw van de Dom van Würzburg. Hij zette zich ook in voor de volkshuisvesting in de stad.
Op 15 januari 1957 werd hij benoemd tot bisschop van Berlijn. Tijdens het consistorie van 15 december 1958 creëerde paus Johannes XXIII hem kardinaal, met de Santa Maria della Scala als titelkerk. Hij was het jongste lid van het College van Kardinalen.
Op 3 juli 1961 werd hij aartsbisschop van München en Freising. Vanaf 1965 was hij voorzitter van de Duitse Bisschoppenconferentie. Döpfner nam deel aan het Conclaaf van 1963 dat leidde tot de verkiezing van Giovanni Battista kardinaal Montini tot paus Paulus VI. Ook nam hij deel aan het Tweede Vaticaans Concilie. Döpfner behoorde bij de vernieuwingsgezinde katholieken. Hij was zeer bevriend met de Nederlandse kardinaal Alfrink. Volgens de overlevering zou een conservatieve kardinaal tijdens het Concilie tegen Döpfner hebben gezegd: Julius, jij opereert mensen zonder narcose, waarop Döpfner zou hebben geantwoord: En jij narcotiseert al dertig jaar zonder te opereren.
In 1969 kwam hij in het oog van een storm terecht door de wijding van zijn hulpbisschop Matthias Defregger. Der Spiegel bracht uit dat Döpfner op de hoogte was van het oorlogsverleden van de priester maar dit niet had gemeld aan het Vaticaan bij diens voordracht als hulpbisschop.
Hij overleed volkomen onverwacht op 62-jarige leeftijd en werd in München opgevolgd door Joseph Ratzinger.
- Bibliothèque nationale de France: cb12900191d (data)
- Gemeinsame Normdatei: 11852626X
- International Standard Name Identifier: 0000 0001 0878 9120
- Library of Congress Control Number: n85325023
- Nationale Bibliotheek van Tsjechië: pna20221143921
- Nationale Bibliotheek van Israël: 987007300384205171
- Nationale Bibliotheek van Polen: a0000002155179
- Nederlandse Thesaurus van Auteursnamen: 068426283
- Système universitaire de documentation: 084682299
- Virtual International Authority File: 22932707
- WorldCat: E39PBJgMDgkCDhFBxgJtWYGrbd